# TVR Cerbera
Der TVR Cerbera ist ein Sportwagen, den TVR in Blackpool (England) von 1996 bis 2003 herstellte. Der Name leitet sich von Cerberus, dem dreiköpfigen Ungeheuer in der griechischen Sage, ab, das den Eingang zum Hades bewachte.
Der Cerbera war das dritte Auto, das TVR unter der Führung von Peter Wheeler herstellte, und steht für drei Neuerungen in der Firma:
- Das erste Hardtop-Coupé – Griffith und Chimaera waren Cabriolets.
- Der erste 2+2-Sportwagen – frühere TVR-Produkte waren ausschließlich Zweisitzer
- Der erste Sportwagen mit einem TVR-Motor – frühere TVR-Produkte hatten Motoren von MG, Rover, Triumph oder Ford

Der Prototyp wurde auf der Birmingham Motor Show 1994 vorgestellt.

## Motoren
Vor Auflage des Cerbera hatte TVR V8-Motoren von Rover zugekauft und dann für eigene Zwecke getunt. Als Rover von BMW aufgekauft wurde, wollte Peter Wheeler keine Probleme für den Fall riskieren, dass die Deutschen die Fertigung dieses Motors einstellen würden. Daher beauftragte er Renningenieur Al Melling mit der Konstruktion eines V8-Triebwerks, das TVR selbst herstellten und auch anderen Automobilherstellern zum Kauf anbieten könnte. In einem Interview im BBC-Programm Top Gear erklärte Wheeler: „Ursprünglich haben wir den Motor als Renntriebwerk entworfen. Damals war es meine Idee, dass wir, wenn wir expandieren wollten, etwas brauchten, was wir anderen Leuten verkaufen könnten. So kamen wir schließlich zu einem 75°-V8-Motor mit einer flachen Kurbelwelle ("flat plane"). Der Grundmotor entspricht genau dem, was man heute bei einem Formel-1-Motor sieht.“
Wheeler wird mit der Äußerung aus der Zeit der Vorstellung dieses Autos zitiert, dass die Kombination von geringem Gewicht und hoher Motorleistung zu viel für ein Straßenfahrzeug sei. Eine Einschätzung, die ihm viel kostenlose Werbung in der Presse sicherte. Enthusiasten streiten noch darüber, ob dies ein typisches Beispiel für Wheelers legendäre Freizügigkeit, oder ein ebenso typisches Beispiel für die Idee von PR-Chef Ben Samuelson war, Werbekosten zu sparen, indem er eine Geschichte lancierte.
Das Ergebnis wurde Speed Eight (offizielle Bezeichnung: AJP8, nach Al Melling, John Ravenscroft und Peter Wheeler) genannt, ein 4,2 l-V8, der 268 kW (365 PS) lieferte. Später gab es auch eine größere Version dieses Motors mit 4,5 l Hubraum und einer Leistung von 313 kW (426 PS). Diese war mit einer Kurbelwelle aus Stahl versehen, die stabiler und zuverlässiger ausfiel. Der kleinere Motor verhalf dem Cerbera immer noch zu einer Höchstgeschwindigkeit von 296 km/h.
Der AJP8 hat eine der größten Literleistungen eines V8-Saugmotors in der gesamten Autowelt, 84,5 PS/l als 4,2 l-V8 und 94,6 PS/l als 4,5 l-V8. Spätere Modelle des 4,5 l-Motors waren in Red-Rose-Spezifikation verfügbar, die die Leistung auf 324 kW (441 PS) steigerte, was einer Literleistung von 99 PS/l entsprach. Voraussetzung war die Versorgung des Motors mit Benzin Super bleifrei und die Betätigung eines nicht bezeichneten Knopfes am Armaturenbrett durch den Fahrer, der die Motorcharakteristik entsprechend einstellte.
In einigen Fällen leisteten die V8-Motoren (insbesondere der 4,5 l) tatsächlich weniger, als von TVR angegeben. Einige davon wurden daraufhin modifiziert (ECU, Ansaugsystem, Auspuffsystem), um die tatsächlich abgegebene Leistung der vom Werk angegebenen wieder anzunähern.
Eine besondere Anziehung übte die Eigenschaft der V8-Cerberas auf viele Käufer aus, laute Fehlzündungen zu produzieren, üblicherweise, wenn man das Gas wegnahm, teilweise auch bei niedrigen Geschwindigkeiten. Diese Eigenschaft war ein Diskussionspunkt im Werk zwischen der Geschäftsleitung und den Motorenentwicklern. Die Ingenieure wollten die Motoren so einstellen, dass die Fehlzündungen vermieden wurden, um den Benzinverbrauch und die CO2-Emissionen zu vermindern, während die Geschäftsleitung darauf bestand, dass die Fehlzündungen genau das waren, was die Kunden wünschten. Am Ende einigte man sich auf einen Kompromiss, bei dem nur der 4,5 l-Motor seine aggressive Einstellung behielt.
Der Motor baut auch sehr kompakt für einen V8. Laut TVR wiegt der betriebsfertige Motor nur 121 kg.
Nachdem Peter Wheeler den Erfolg des Speed Eight-Motors gesehen hatte, ließ er auch einen Speed Six-Motor als Ergänzung konstruieren. Auch dieser Motor wurde zuerst im Cerbera eingesetzt. Anders als der Speed Eight ist der Speed Six ein Reihensechszylinder mit 4,0 l Hubraum. Er unterscheidet sich vom V8 unter anderem durch seine vier Ventile pro Zylinder. Der Speed Six-Motor hat eine Leistung von 256 kW (348 PS) und ein Drehmoment von 447 Nm bei 5000/min.

## Konzept
Der Wagen wurde von Anfang an als Viersitzer konzipiert. Die Rücksitze sind kleiner als die Vordersitze, was man üblicherweise als 2+2 bezeichnet. Jedoch ist der Innenraum so ausgelegt, dass der Beifahrersitz weiter nach vorn geschoben werden kann als der Fahrersitz. Das verschafft dem Rücksitzpassagier, der hinter dem Beifahrer sitzt, mehr Beinfreiheit als dem, der hinter dem Fahrer sitzt. TVR nennt das 3+1-Konstruktion.
TVR pflegte die Tradition im Bau von Autos, die nicht nur besonders stark waren, sondern auch sehr leicht für ihre Größe und ihre Fahrleistungen. Das Gewicht des Cerbera wird vom Werk mit 1.100 kg angegeben, die Kunden meinen, dass das tatsächliche Gewicht zwischen 1.060 kg und 1.200 kg liegt.
Das Armaturenbrett wurde extra für den Cerbera entworfen und hat, anders als die anderen mit Dreispeichenlenkrad ausgerüsteten Schwestermodelle, ein Zweispeichenlenkrad. Der Grund dafür ist, dass die kleineren Instrumente in eine kleine Konsole unterhalb des Lenkrades eingebaut sind, und eine dritte Speiche das Ablesen erschweren würde.
Wie alle TVR der Peter-Wheeler-Ära, hat auch der Cerbera eine sehr direkte Lenkung sowie einen langen Pedalweg für das Gaspedal, um das Fehlen einer elektronischen Traktionskontrolle auszugleichen. Die Wagen mit V8-Motoren haben zwei volle Lenkradumdrehungen von Linkseinschlag zu Rechtseinschlag, die Speed Six-Wagen 2,4 Umdrehungen. Das macht es für erfahrene Fahrer leichter, die Herrschaft über das Fahrzeug zu behalten oder wiederzugewinnen, wenn es ausgebrochen ist. Einige weniger erfahrene Lenker beklagen sich jedoch, dass es das Auto nervös macht, weil es stärker auf Lenkbewegungen reagiert, als man sich das wünschen würde.
2000 änderte TVR das Design der Autos leicht, indem sie die Scheinwerfer denen des Tuscan ähnlicher gestaltete. Dieses Facelift war für alle drei Motorisierungen erhältlich. Zusätzlich wurden die mit 4,5 l-Maschinen ausgerüsteten Autos auf Wunsch mit einem Gewichtssenkungspaket angeboten, was sie insgesamt 40 kg leichter machte. Das wurde durch leichtere Karosserieteile und ein leicht überarbeitetes Interieur erreicht.
Die Zuverlässigkeit war immer ein Problem beim Cerbera, genauso wie bei einigen anderen modernen TVR. Die mechanischen Komponenten waren, wie man von Besitzern hört, weniger ein Problem als die elektrischen, was aber nicht weniger lästig war. Dennoch beherrschten die immensen Fahrleistungen des Autos meist die Zeitungsüberschriften. Nach einem enthusiastischen Testbericht in der BBC-Sendung '’Top Gear’’ und einigen Zeitungsartikeln, die das Fahrzeug als „Porschekiller“ beschrieben, stieg seine Popularität und Bekanntheit.

## Der letzte Cerbera
Im August 2006 versteigerte TVR im Internet ein Fahrzeug, welches man als „den letzten Cerbera“ ankündigte. Laut einer speziell dafür kreierten Internetseite ließ der neue TVR-Eigner Nikolay Smolensky noch ein einziges Auto der schon eingestellten Serie als Hommage an „den schönen, aber brutalen, vergangenen britischen Sportwagen“ bauen. Der „letzte Cerbera“ war ein rechtsgelenktes 4,5 l-Lightweight-Exemplar in pfefferweiß mit preußischblauem Interieur. Die Auktion erreichte nicht den Mindestpreis, TVR entschied sich allerdings trotzdem für den Verkauf an denjenigen, der das Höchstgebot abgegeben hatte. Es belief sich auf £ 45.000, wozu noch 5 % Aufschlag und 17,5 % Mehrwertsteuer gerechnet wurden.

## Daten
4,2 l-Modell
- Motorentyp: V8 SOHC
- Hubraum: 4185 cm³
- Leistung: 268 kW (365 PS)
- Drehmoment: 434 Nm bei 4500 min−1
- Roter Drehzahlbereich: ab 7000 min−1
- Beschleunigung, 0–100 km/h: 4,2 s
- Viertelmeile: 12,4 s
- Höchstgeschwindigkeit: 296 km/h

4,5 l-Modell
- Motorentyp: V8 SOHC
- Hubraum: 4475 cm³
- Leistung: 313 kW (426 PS)
- Drehmoment: 515 Nm bei 4500 min−1
- Roter Drehzahlbereich: ab 7000 min−1
- Beschleunigung, 0–100 km/h: 3,9 s
- Viertelmeile: 12,4 s
- Höchstgeschwindigkeit: 312 km/h